# Melanochaeta atricornis
Melanochaeta atricornis är en tvåvingeart som först beskrevs av Adams 1905.  Melanochaeta atricornis ingår i släktet Melanochaeta och familjen fritflugor. Inga underarter finns listade i Catalogue of Life.